# Боасеј (Дордоња)
Boisseuilh (фр. Boisseuilh) насеље је и општина у југозападној Француској у региону Аквитанија, у департману Дордоња која припада префектури Периже.
По подацима из 2011. године у општини је живело 118 становника, а густина насељености је износила 9,92 становника/km². Општина се простире на површини од 11,9 km². Налази се на средњој надморској висини од 270 метара (максималној 266 m, а минималној 153 m).

## Демографија
| 1962. | 1968. | 1975. | 1982. | 1990. | 1999. | 2011. |
| ----- | ----- | ----- | ----- | ----- | ----- | ----- |
| 172   | 184   | 178   | 169   | 113   | 114   | 118   |

График промене броја становника у току последњих година